# Веронские анналы святой Троицы
Веронские анналы святой Троицы (лат. Annales Sanctae Trinitatis) — небольшие исторические заметки, составленные в веронском монастыре Святой Троицы.

## Характеристика
Вместе с поздними приписками «Анналы» сохранились в пергаментной рукописи XII в.. Рукопись хранится в библиотеке Ватикана (Vat.
Pal. 927). Анналы описывают события истории Италии в период с 1117 по 1223 гг., прежде всего в Вероне: так, там отмечена гибель Сауро, графа Вероны — предка исторической семьи Монтекки. В анналах также содержится ценная информация о местных землетрясениях и наводнениях, привлекающая внимание историков.

## Издания
- Annales S. Trinitatis / ed. G. H. Pertz // MGH, SS. Bd XIX. Hannover. 1866, p. 2-6[1].